# Joseph Napoléon Sébastien Sarda Garriga
Pour les articles homonymes, voir Garriga.
Joseph Sarda, né Joseph Napoléon Sébastien Sarda Garriga et dit Sarda-Garriga, fils de Gaudéric Sarda et de Marie Garriga, né le 13 décembre 1808 à Pézilla-la-Rivière (Pyrénées-Orientales) et mort le 8 septembre 1877 à Mesnil-sur-l'Estrée (Eure), était un administrateur colonial français.

## Biographie

### Famille et jeunesse
Sa famille est modeste, son père est berger au mas de Blanes à Pézilla-la-Rivière, et le père de sa mère est également berger. Mais Jean-Antoine Arnaud, le propriétaire du Mas de Blanes, le prend sous son aile, et lui permet de faire des études au Lycée de Perpignan. Il en fait son légataire universel, en 1816, quand il meurt. Joseph hérite d'une maison à Perpignan et de terrains dans la Salanque.

### Carrière dans l'administration
Après ses études à Paris, le jeune homme s'engage dans l'administration des Finances sous la Monarchie de Juillet mais affirme ses idées républicaines. Il est arrêté le 29 juillet 1833 pour complot contre la sûreté de l'état et sera emprisonné pendant 3 mois à la prison de La Force, prison Sainte-Pélagie puis la Conciergerie. Il sera acquitté en octobre.
En 1841, il épouse Ève Louise Poncelet de Mauvoir, veuve du vicomte de Lodin, avec qui il aura un enfant. 

### Abolition de l'esclavage à La Réunion
En 1848, Victor Schœlcher, membre du gouvernement provisoire, le nomme commissaire général de la République à La Réunion pour y mettre en application le décret de l'abolition de l'esclavage. Le fait qu'il soit ami d'Étienne Arago, frère de François alors ministre de la marine, n'est pas pour rien dans cette nomination.
Il arrive à La Réunion, le 13 octobre 1848. L’Assemblée des propriétaires du Nord de l'île lui demande de reporter l’application du décret à la fin de la campagne sucrière. Sarda-Garriga refuse et promulgue le décret d'abolition de l'esclavage le 18 octobre . Le 22 octobre, les membres de l’Assemblée se séparent sans manifester de résistance. Le 24 octobre , Sarda-Garriga reçoit une délégation d’esclaves et rend obligatoire pour tout affranchi la possession d’un contrat de travail.

De la mi-novembre à la mi-décembre, il entreprend une tournée d’explication dans l’île, en vue de rassurer maîtres et esclaves et d’exhorter la population au calme et au travail. Menant à bien sa mission, il décrète l’abolition de l’esclavage le 20 décembre devant la préfecture de Saint-Denis. Il commence sa proclamation solennelle par cette phrase : 
« Mes amis, les décrets de la République française sont exécutés : vous êtes libres. Tous égaux devant la loi, vous n’avez autour de vous que des frères. La liberté, vous le savez, vous impose des obligations. Soyez dignes d’elle, en montrant à la France et au monde qu’elle est inséparable de l’ordre et du travail... » 
Sarda-Garriga autorise l'importation de travailleurs étrangers, à la suite de l'abandon de travail des affranchis, seulement s'il y a une insuffisance de travailleurs nationaux. 
Le 17 février 1849, il épouse en secondes noces Mme Clément, veuve du directeur des Monnaies de Paris. 
Relevé de ses fonctions, il quitte La Réunion le 12 mai 1850 à bord de la frégate « La Reine blanche ». 

### Fin dans l'endettement
En décembre 1851, il est désigné comme commissaire général de la Guyane. Opposé à la politique de Napoléon III, il rentre en France au début de 1853 et s'installe à Mesnil-sur-l'Estrée dans l'Eure où il possède, grâce à deux réunionnais le gouverneur Hubert-Delisle et Rontaunay un riche armateur, le prieuré d’Heudreville. Étant un mauvais gestionnaire, sa propriété est cédée aux créanciers ce qui le rend fou de rage au point de décéder d'une crise cardiaque. 
Il est décoré de la Légion d'honneur en 1852.
Sa tombe est toujours visible dans le petit cimetière du Mesnil-sur-l'Estrée (Eure).

## Postérité
Depuis 1946, la place du Maréchal-Pétain, anciennement esplanade du Barachois, a été renommée place Sarda-Garriga,.
En 1977, Michel Admette écrit et sort un séga intitulé Sarda Garriga.
En 2003, une association nommée l'association les amis réunionnais de Sarda Garrica est créée pour faire acte de mémoire.

## Controverses
Dans son discours de proclamation de la fin de l'esclavage, Sarda Garriga dit « vous êtes libres. Tous égaux devant la loi, vous n'avez autour de vous que des frères. ». Mais, les affranchis ont l'obligation par un contrat de travail de retourner chez les anciens maître sinon ils sont considérés comme des vagabonds et jetés en prison. Cet évènement est mis en musique par Ziskakan dans la chanson Oté Sarda toué la roule anou.